# Jaleh Kardan
Jaleh Kardan (* 26. Mai 1990) ist eine iranische Diskuswerferin.

## Sportliche Laufbahn
Erste internationale Erfahrungen sammelte Jaleh Kardan bei den Asienmeisterschaften 2019 in Doha, bei denen sie mit einer Weite von 51,49 m den siebten Platz belegte.
2018 wurde Kardan iranische Meisterin im Diskuswurf.